# Eulithis montanata
Eulithis montanata là một loài bướm đêm trong họ Geometridae.